# Alberto Perea
Alberto Perea Correoso (Albacete, 19 de diciembre de 1990) es un futbolista español que juega de centrocampista.
Perea comenzó su carrera en las categorías inferiores del Cádiz CF, uno de los clubes más importantes de su ciudad natal. En 2011, debutó en el primer equipo del Cádiz en la Segunda B, antes de dar el salto a la Segunda División. A lo largo de los años, ha tenido varias etapas en equipos de la división de plata española, donde ha sido un jugador importante en la creación de juego ofensivo.
Además del Cádiz, ha jugado en el Córdoba CF, el Albacete Balompié, y el FC Cartagena, entre otros. En el FC Cartagena, por ejemplo, tuvo una gran temporada, mostrando su habilidad para asociarse en ataque y su capacidad para generar oportunidades de gol.
A lo largo de su carrera, ha sido un jugador bastante versátil, aunque su posición natural es la de centrocampista ofensivo o mediapunta, también puede actuar como extremo. Es muy valorado por su capacidad para leer el juego y por ser un jugador que siempre busca la mejor opción para asistir a sus compañeros o generar jugadas de peligro.

## Trayectoria

### Albacete
Alberto Perea se formó como jugador en las categorías inferiores del Albacete Balompié. Su debut en Segunda División se produjo el 17 de enero de 2009 entrando desde el banquillo en la segunda parte de una derrota en casa por cero a tres contra el Hércules Club de Fútbol.

### Atlético de Madrid
El 21 de mayo de 2009, Alberto se incorporó al Club Atlético de Madrid "B", filial del Atlético de Madrid, y disputó la temporada 2009-10 en Segunda División B. Durante el verano de 2010, realizó la pretemporada con el primer equipo disputando algunos partidos amistosos aunque comenzó la temporada con el filial alternando los entrenamientos con el primer equipo. Su debut con el primer equipo se produjo el 27 de octubre de 2010 cuando sustituyó a Raúl García en el minuto 22' de la segunda parte del partido de ida de los dieciseisavos de final de la Copa del Rey frente al Universidad de Las Palmas en el estadio canario, partido que finalizó con una victoria por cero a cinco.

### Rayo Vallecano
El 12 de julio de 2011 se anunció su traspaso al Rayo Vallecano para las siguientes tres temporadas. Sin embargo, a finales de julio, después de haber estado entrenando tres semanas con su nuevo equipo, regresó al Atlético de Madrid en vista de no haber formalizado su situación con el Rayo Vallecano aunque, finalmente, la situación se arregló y volvió para jugar con el Rayo B. El 23 de enero de 2012 se produjo su debut con el primer equipo del Rayo Vallecano en la derrota por cero a uno ante el Mallorca. Perea entró al campo en el minuto 79' sustituyendo a Labaka.

#### Primer equipo
Las dos primeras temporadas las pasó en el equipo filial en Segunda División B aunque disputó cinco partidos con el primer equipo. Finalmente, en la temporada 2013-14 obtuvo ficha con la primera plantilla y en la primera jornada de Liga anotó su primer gol en Primera División. Alberto saltó al campo en el minuto 36' en sustitución de José Carlos y ocho minutos más tarde anotó el gol que ponía el dos a cero en el marcador. El partido terminó con victoria rayista por tres a cero ante el Elche. En la Copa del Rey jugó su primer partido con el Rayo Vallecano en los deiciseisavos de final ante el Real Valladolid. El Rayo se clasificó para la siguiente ronda en la que fue eliminado por el Levante U. D..

### U. E. Llagostera
El 6 de agosto de 2014 se hizo oficial el fichaje de Alberto Perea por la Unió Esportiva Llagostera. El debut con el club catalán se produjo en la primera jornada de Liga en la derrota por dos a cero ante la Unión Deportiva Las Palmas. Perea saltó al campo en el minuto 64' y sustituyó a David Querol. Anotó su primer gol con el Llagostera el 17 de mayo de 2015 dando la victoria a su equipo frente a la S. D. Ponferradina.

### U. E. Olot
Tras abandonar el Llagostera tuvo un breve paso por el Elche pero finalmente se incorporó a la Unió Esportiva Olot que militiba en el grupo 3 de la Segunda División B de España. Debutó con dicho club el 13 de septiembre ante el Reus, partido correspondiente a la cuarta jornada de Liga. Perea saltó al campo en el minuto 67' en sustitución de Sergio Ortiz. El 11 de octubre anotó su primer gol con la Olot en el empate a uno ante el Atlético Baleares correspondiente a la octava jornada de Liga.

### F. C. Barcelona "B"
El 14 de enero de 2016 es oficializado su fichaje por el Fútbol Club Barcelona sumándose a las filas del filial azulgrana dirigido por Gerard López; firma un contrato hasta junio de 2017. Tres días después realiza su primera aparición como barcelonista en la victoria por 2-0 al Pobla de Mafumet, entrando al terreno de juego en el minuto 66'. Anota su primer gol el 14 de febrero al Hércules C. F., a través de un tiro libre que Alberto consiguió colocar en la escuadra.

### Cádiz y Extremadura
En verano de 2017 fichó por el Cádiz C. F., tras finalizar su etapa en el filial blaugrana. En el mercado de invierno de la temporada 2018-19 se fue cedido al Extremadura U. D. En el encuentro contra el Rayo Majadahonda disputado el 9 de febrero de 2019 logró su primer gol como azulgrana.

### Granada C. F.
El 1 de septiembre de 2022, tras haber rescindido su contrato con el conjunto gaditano, firmó con el Granada C. F. por un año más otro opcional en función de objetivos. Como el equipo ascendió a Primera División, renovó por ese segundo año, aunque a mitad del mismo llegó a un acuerdo para su desvinculación. Entonces se marchó a Chipre para jugar en el Anorthosis Famagusta.

## Estadísticas

### Clubes
Actualizado al último partido disputado el 21 de abril de 2024.
| Club                            | Div.          | Temporada     | Liga  | Liga  | Copas nacionales | Copas nacionales | Copas internacionales | Copas internacionales | Total | Total |
| Club                            | Div.          | Temporada     | Part. | Goles | Part.            | Goles            | Part.                 | Goles                 | Part. | Goles |
| ------------------------------- | ------------- | ------------- | ----- | ----- | ---------------- | ---------------- | --------------------- | --------------------- | ----- | ----- |
| Albacete Balompié · España      | 2.ª           | 2008-09       | 1     | 0     | 0                | 0                | —                     | —                     | 1     | 0     |
| Albacete Balompié · España      | Total club    | Total club    | 1     | 0     | 0                | 0                | 0                     | 0                     | 1     | 0     |
| Atlético de Madrid "B" · España | 2.ª B         | 2009-10       | 25    | 5     | —                | —                | —                     | —                     | 25    | 5     |
| Atlético de Madrid "B" · España | 2.ª B         | 2010-11       | 23    | 0     | —                | —                | —                     | —                     | 23    | 0     |
| Atlético de Madrid "B" · España | Total club    | Total club    | 48    | 5     | 0                | 0                | 0                     | 0                     | 48    | 5     |
| Atlético de Madrid · España     | 1.ª           | 2010-11       | 0     | 0     | 3                | 0                | 0                     | 0                     | 3     | 0     |
| Atlético de Madrid · España     | Total club    | Total club    | 0     | 0     | 3                | 0                | 0                     | 0                     | 3     | 0     |
| Rayo Vallecano "B" · España     | 2.ª B         | 2011-12       | 20    | 5     | —                | —                | —                     | —                     | 20    | 5     |
| Rayo Vallecano "B" · España     | 2.ª B         | 2012-13       | 20    | 7     | —                | —                | —                     | —                     | 20    | 7     |
| Rayo Vallecano "B" · España     | Total club    | Total club    | 40    | 12    | 0                | 0                | 0                     | 0                     | 0     | 0     |
| Rayo Vallecano · España         | 1.ª           | 2011-12       | 1     | 0     | 0                | 0                | —                     | —                     | 1     | 0     |
| Rayo Vallecano · España         | 1.ª           | 2012-13       | 4     | 0     | 0                | 0                | —                     | —                     | 4     | 0     |
| Rayo Vallecano · España         | 1.ª           | 2013-14       | 8     | 1     | 2                | 0                | —                     | —                     | 10    | 1     |
| Rayo Vallecano · España         | Total club    | Total club    | 13    | 1     | 2                | 0                | 0                     | 0                     | 15    | 1     |
| U. E. Llagostera · España       | 2.ª           | 2014-15       | 20    | 1     | 0                | 0                | —                     | —                     | 20    | 1     |
| U. E. Llagostera · España       | Total club    | Total club    | 20    | 1     | 0                | 0                | 0                     | 0                     | 20    | 1     |
| U. E. Olot · España             | 2.ª B         | 2015-16       | 15    | 9     | —                | —                | —                     | —                     | 15    | 9     |
| U. E. Olot · España             | Total club    | Total club    | 15    | 9     | 0                | 0                | 0                     | 0                     | 15    | 9     |
| F. C. Barcelona "B" · España    | 2.ª B         | 2015-16       | 16    | 2     | —                | —                | —                     | —                     | 16    | 2     |
| F. C. Barcelona "B" · España    | 2.ª B         | 2016-17       | 38    | 10    | —                | —                | —                     | —                     | 38    | 10    |
| F. C. Barcelona "B" · España    | Total club    | Total club    | 54    | 12    | 0                | 0                | 0                     | 0                     | 54    | 12    |
| Cádiz C. F. · España            | 2.ª           | 2017-18       | 22    | 2     | 1                | 0                | —                     | —                     | 23    | 2     |
| Cádiz C. F. · España            | 2.ª           | 2018-19       | 7     | 0     | 4                | 0                | —                     | —                     | 11    | 0     |
| Extremadura U. D. · España      | 2.ª           | 2018-19       | 17    | 1     | —                | —                | —                     | —                     | 17    | 1     |
| Extremadura U. D. · España      | Total club    | Total club    | 17    | 1     | 0                | 0                | 0                     | 0                     | 17    | 1     |
| Cádiz C. F. · España            | 2.ª           | 2019-20       | 33    | 5     | 0                | 0                | —                     | —                     | 33    | 5     |
| Cádiz C. F. · España            | 1.ª           | 2020-21       | 27    | 2     | 2                | 0                | —                     | —                     | 29    | 2     |
| Cádiz C. F. · España            | 1.ª           | 2021-22       | 18    | 0     | 3                | 0                | —                     | —                     | 21    | 0     |
| Cádiz C. F. · España            | 1.ª           | 2022-23       | 1     | 0     | —                | —                | —                     | —                     | 1     | 0     |
| Cádiz C. F. · España            | Total club    | Total club    | 108   | 9     | 10               | 0                | 0                     | 0                     | 118   | 9     |
| Granada C. F. · España          | 2.ª           | 2022-23       | 21    | 2     | 2                | 0                | —                     | —                     | 23    | 2     |
| Granada C. F. · España          | 1.ª           | 2023-24       | 2     | 0     | 1                | 0                | —                     | —                     | 3     | 0     |
| Granada C. F. · España          | Total club    | Total club    | 23    | 2     | 3                | 0                | 0                     | 0                     | 26    | 2     |
| Anorthosis Famagusta Chipre     | 1.ª           | 2023-24       | 11    | 0     | 2                | 0                | —                     | —                     | 13    | 0     |
| Anorthosis Famagusta Chipre     | Total club    | Total club    | 11    | 0     | 2                | 0                | 0                     | 0                     | 13    | 0     |
| Total carrera                   | Total carrera | Total carrera | 349   | 52    | 20               | 0                | 0                     | 0                     | 369   | 52    |
| 1.                              |               |               |       |       |                  |                  |                       |                       |       |       |